# Pimp My Ride
Pimp My Ride ou Pimp mon char au Québec, est une émission de télévision américaine en 73 épisodes de 22 minutes diffusée entre le 4 mars 2004 et le 9 juin 2007 sur MTV.
En France, elle est diffusée sur BET (France), et au Québec à partir du 11 septembre 2004 à MusiquePlus.

## Concept
Présentée par Xzibit et ses équipes, le personnel de l'atelier West Coast Customs (pour les quatre premières saisons) et Galpin Auto Sports (pour les cinquième et sixième saisons), des sociétés spécialisées dans le tuning retapent de vieilles voitures délabrées appartenant à des jeunes fans de MTV afin de leur donner une esthétique bling bling. Les véhicules prennent une nouvelle apparence et sont souvent fortement accessoirisés. La mécanique peut aussi être revue, sans être refaite à neuve, le véhicule étant ancien.
Au-delà des ressorts comiques habituels (jeu des acteurs et des mécaniciens, bruitages), le divertissement repose sur une exagération parodique de la mode de personnalisation des véhicules : installation d'aquariums, de gongs bouddhistes, de jacuzzis, de sièges en fourrure, de lustreuses de boules de bowling ou de tables de ping-pong dans les voitures. Les modifications récurrentes comprennent l'installation d'écrans plats dans des endroits insolites (plafond, contre-porte, appui-tête arrière voire sous la voiture), la mise en place de sonos surpuissantes, l'installation de consoles de jeu intégrées à la voiture et le montage de jantes surdimensionnées et dont le prix dépasse de loin celui de la voiture telle qu'elle est présentée au début de l'émission.
Un épisode se construit de la manière suivante : le propriétaire de la voiture à modifier présente son véhicule, en insistant sur les défauts esthétiques et techniques. Puis, Xzibit se rend chez lui, sonne à sa porte et emmène la voiture au garage. S'ensuit un briefing de l'équipe des tuners, qui va déterminer les excentricités à installer. La peinture, puis les intérieurs et enfin les gadgets électroniques une fois en place, le propriétaire vient rechercher son bolide et a droit à une explication détaillée des modifications effectuées, le plus souvent dispensée par Mad Mike.
Dans l'entre-temps, le véhicule peut rester plusieurs mois au garage.
L'équipe actuelle est composée de : Gyasi (pneus et jantes), Diggity Dave (accessoires), Rick (intérieurs), Mad Mike (accessoires), et Luis (peinture). L'actuel propriétaire s'appelle Beau.

## Émissions
| Saison | Saison | Épisodes | Début           | Fin              |
| ------ | ------ | -------- | --------------- | ---------------- |
|        | 1      | 15       | 4 mars 2004     | 13 juin 2004     |
|        | 2      | 8        | 24 octobre 2004 | 12 décembre 2004 |
|        | 3      | 8        | 6 mars 2005     | 24 avril 2005    |
|        | 4      | 8        | 26 juin 2005    | 14 août 2005     |
|        | 5      | 16       | -               | -                |
|        | 6      | 14       | -               | -                |

## Épisodes
Sauf indication contraire, les informations mentionnées dans cette section peuvent être confirmées par la base de données cinématographiques IMDb,  présente dans la section « Liens externes ».

### Saison 1 (2004)
1. La Daihatsu Hi-Jet de Wyatt - (Wyatt's Daihatsu Hi-Jet)
2. La Cadillac Cutlass Sedan DeVille de Nile - (Nile's Cadillac Sedan DeVille)
3. La Oldsmobile Cutlass Supreme de Logan - (Logan's Oldsmobile Cutlass Supreme)
4. La Honda Civic de Christine - (Christine's Honda Civic)
5. La Mitsubischi Mirage d'Antwon - (Antwon's Mitsubishi Mirage)
6. La Ford Mustang de Mary - (Mary's Ford Mustang)
7. La Ford Ranger de Jared - (Jared's Ford Ranger)
8. La Pontiac Trans Am de Danielle - (Danelle's Pontiac Trans Am)
9. La Chevy 'Luv' Truck de Neil - (Neil's Chevy 'Luv' Truck)
10. La Mustang Convertible de Shonda - (Shonda's Mustang Convertible)
11. La Nissan Maxima Station Wagon d'Ezra - (Ezra's Nissan Maxima Station Wagon)
12. La Volkswagen Baja Bug de Krissy - (Krissy's Volkswagen Baja Bug)
13. La Honda CRX de Brian - (Brian's Honda CRX)
14. La Toyota Land Cruiser de Gaby - (Gaby's Toyota Land Cruiser)
15. La Ford Escort de Kerry - (Kerry's Ford Escort)

### Saison 2 (2004)
1. La Cadillac El Dorado de Big Ron - (Big Ron's Cadillac El Dorado)
2. La Ford Escort de Kiearah - (Kiearah's Ford Escort)
3. La Volkswagen Bus de Ryan - (Ryan's Volkswagen Bus)
4. La Chevy Suburban d'Alice - (Alice's Chevy Suburban)
5. La Chevy Blazer d'Erin - (Erin's Chevy Blazer)
6. L'Acura Legend de Josh - (Josh's Acura Legend)
7. La Nissan 240 SX de Quoc Viet - (Quoc Viet's Nissan 240 SX)
8. La Ford Fairlane de West - (West's Ford Fairlane)

### Saison 3 (2005)
1. La Ford Econoline de Nate - (Nate's Ford Econoline)
2. La Chevy S10 de Sara - (Sara's Chevy S10)
3. La Chevy Cavalier Convertible de Brooke - (Brooke's Chevy Cavalier Convertible)
4. La Chevy Caprice Cop Car de Tom - (Tom's Chevy Caprice Cop Car)
5. La Honda Civic de JT - (JT's Honda Civic)
6. La Chevy Bel Air de Jekara - (Jekara's Chevy Bel Air)
7. La Toyota de Vivian - (Vivian's Toyota)
8. La Mitsubischi Eclipse d'Eric - (Eric's Mitsubischi Eclipse)
9. La Cadillac Limousine de Joe - (Joe's Cadillac Limousine)
10. La Toyota Celica de Shawna - (Shawna's Toyota Celica)
11. La Land Rover Range Rover 89 de Tad - (Tad's Land Rover Range Rover 89)
12. La Chevrolet Monte-Carlo 78 de Gerald - (Gerald's Chevrolet Monte-Carlo)
13. La Ford Contour 96 d'Ellyn - (Ellyn's Ford Contour 96)
14. La Mercury Cougar 68 de John - (John's Mercury Cougar 68)
15. La Ford Probe 95 de Xilomen - (Xilomen's Ford Probe 95)
16. La Chevrolet El Camino 65 de Tyler - (Tyler's Chevrolet El Camino 65)
17. La Volkswagen Bug 1968 de Lawanna - (Lawanna's Volkswagen Bug 1968)
18. la Chevrolet K-5 Blazer de Josh - (Josh's Chevrolet K-5 Blazer)
19. La Nissan Pulsar 88 de Mary - (Mary's Nissan Pulsar 88)

### Saison 4 (2005)
1. L'AMC Pacer de Jessica - (Jessica's Am Pacer)
2. La Toyota Corolla de Josh - (Josh's Toyota Corolla)
3. La Chevy Pickup d'Heather - (Heather's Chevy Pickup)
4. La Dodge Caravan de Tin - (Tin's Dodge Caravan)
5. La Chevy Chevelle d'Alex - (Alex's Chevy Chevelle)
6. La Ford Taurus 1989 de Rashae - (Rashae's Ford Taurus 1989)
7. La Buick Century 1986 de Jake - (Jake's Buick Century 1986)
8. La Chevy Panel Truck 1957 de Cristi - (Cristi's Chevy Panel Truck 1957)

### Saison 5 (2006)
1. La Chevy Malibu de Calvin - (Calvin's Chevy Malibu)
2. La Volkswagen Thing d'Erin - (Erin's Volkswagen Thing)
3. La Mitsubischi Galant de Monique - (Monique's Mitsubischi Galant)
4. La Ford Econo Line Ice Truck de Dante - (Dante's Ford Line Ice Truck)
5. La Toyota T100 de Jason - (Jason's Toyota T100)
6. La Cadillac Limousine de Joe - (Joe's Cadillac Limousine)
7. La Toyota Celica de Shawna - (Shawna's Toyota Celica)
8. La Land Rover Range Rover de 89 de Tad - (Tad's Land Rover Range Rover 89)
9. La Chevrolet Monte Carlo 78 de Gerald - (Gerald's Chevrolet Monte Carlo 78)
10. La Ford Contour 96 d'Ellyn - (Ellyn's Ford Contour 96)
11. La Mercury Cougar 68 de John - (John's Mercury Cougar)
12. La Ford Probe 95 de Xilomen - (Xilomen's Ford Probe 95)
13. La Chevrolet El Camino de Tyler - (Tyler's Chevrolet El Camino)
14. La Volkswagen Bug 1968 de Lawanna - (Lawanna's Volkswagen Bug 1968)
15. La Chevrolet K-5 Blazer de Josh - (Josh's Chevrolet K-5 Blazer)
16. La Nissan Pulsar 88 de Mary - (Mary's Nissan Pulsar 88)

### Saison 6 (2007)
1. Où sont-ils maintenant - (Where are they now?)
2. La Ford Thunderbird 1965 de Tenita - (Tenita's Ford Thunderbird 1965)
3. Le Wonder Bread Truck 1978 de Mike - (Mike's Wonder Bread Truck 1978)
4. La Chevrolet Impala SS 1965 de Kristofer - (Kristofer's Chevrolet Impala SS 1965)
5. La Mercedes Benz 300SD 1981 de Spechelle - (Spechelle's Mercedes Benz 300SD 1981)
6. La Chevrolet Van 1984 de Robert - (Robert's Chevrolet Van 1984)
7. La Plymouth Grand Voyager Expresso 1998 de Laila - (Laila's Plymouth Grand Voyager Expresso 1998)
8. La Nissan Maxima 1998 de Seth - (Seth's Nissan Maxima 1998)
9. La Honda CRX 1991 de Jonathan - (Jonathan's Honda CRX 1991)
10. La Ford Festiva L 1991 de Vanessa - (Vanessa's Ford Festiva L 1991)
11. La Ford Econoline 1972 de David - (David's Ford Econoline 1972)
12. La Jeep Grand Wagoneer 1987 de Will - (Will's Jeep Grand Wagoneer 1987)
13. La Pontiac Sunbird 1991 d'Esmerelda - (Esmerelda's Pontiac Sunbird 1991)
14. La Toyota RAV4 1997 de Justin - (Justin's Toyota RAV4 1997)
15. La Ford LTD Crown Victoria Station Wagon 1984 de Terese - (Terese's Ford LTD Crown Victoria Station Wagon 1984)
16. La Chevy Cavalier 2002 d'Amber - (Amber's Chevy Cavalier 2002)
17. La Subaru Impreza 1996 de Louis - (Louis's Subaru Impreza 1996)
18. La Cadillac Fleetwood Hearse 1970 d'Andrew - (Andrew's Cadillac Fleetwood Hearse 1970)

## Version européenne
L'émission a également une version européenne intitulée Pimp My Ride International présentée par les rappeurs Fat Joe et Lil Jon.
Le footballeur Djibril Cissé a été l'une des vedettes invitées de ce programme dont l'équipe a « tuné sa caisse ».
Cependant, certains accessoires ne fonctionnaient pas et les voitures tunées ont parfois eu une fin de vie difficile : véhicule alourdi ou incendie.

## Adaptation française
La version française de l'émission a vu le jour. La diffusion de la saison 1 (12 épisodes) a débuté le 2 septembre 2009, la saison 2, se poursuivra en 2010/2011, présentée par Ramzy elle est diffusée sur MTV France tous les mercredis à 17 h 30. La production exécutive et l'adaptation a été confié à Paul Chelly. Avant, c'est MTV France qui diffusait la version originale en français.
D17, qui a obtenu, à la suite d'un partenariat, les droits de diffusion de certaines émissions de MTV, diffuse la version américaine sur son antenne dès le dimanche 10 mars 2013, à 18 h 40 et la version française dès octobre 2011 .

## Versions
| Pays        | Titre local                | Chaîne d'origine | Nombre de saisons | Présentateurs                                                      |
| ----------- | -------------------------- | ---------------- | ----------------- | ------------------------------------------------------------------ |
| États-Unis  | Pimp My Ride               | MTV              | 6                 | Xzibit (VF : Frantz Confiac)) Chamillionaire (1 épisode, saison 6) |
| Royaume-Uni | Pimp My Ride British       | MTV              | 3                 | Tim Westwood                                                       |
| Europe      | Pimp My Ride International | MTV              | 1                 | Lil Jon et Fat Joe                                                 |
| France      | Pimp My Ride France        | MTV              | 2                 | Ramzy Bedia                                                        |
| Allemagne   | Pimp My Fahrrad (Vélo)     | MTV              | 1                 |                                                                    |

## Divers
- Pimp est un mot d'argot américain qui signifie proxénète, Pimp My Ride pourrait être traduit mot à mot par « donne un look de voiture de maquereau à ma caisse », au sens humoristique bien sûr, toutefois le mot s'utilise beaucoup aujourd'hui pour personnaliser, la traduction exacte est donc tout simplement Tune ma caisse.